# Bazylika Opieki Matki Bożej w Għasri
Kościół Opieki Matki Bożej (malt. Il-Knisja tal-Madonna tal-Patroċinju, ang. Basilica of the Patronage of Our Lady), znana lokalnie jako il-Kappella tal-Wied – rzymskokatolicka bazylika mniejsza na obrzeżach wioski Għasri na wyspie Gozo, Malta.

## Historia

### Pierwszy kościół
Pierwsza kaplica w tym miejscu zbudowana została na początku XVI wieku. Jedyną wzmiankę na temat wezwania kaplicy można znaleźć u de Soldanisa w „Il Gozo Antico e Moderno, Sacro e Profano” (1746), który podaje, że w rejonie Wied Għasri istniała kaplica Wniebowzięcia Matki Bożej. Jej fundatorami była rodzina Cini, stąd określana była jako „ta’ Cini”. Przez dłuższy czas była dobrze zarządzana, jednak w XVII wieku popadła w ruinę i w 1657 została zdesakralizowana.

### Drugi kościół
Na tym miejscu, w latach 1737–1739 została wybudowana przez ks. Tumasa Salibę nowa kaplica, która 8 maja 1739 została uroczyście poświęcona przez archiprezbitera Adeoratu Formosę, który również nadał jej wezwanie „Opieki Matki Bożej”.

W 1742 o. Anġlu Bonnici sfinansował dobudowanie zakrystii do kościoła, a także wykonanie kilku innych pomniejszych prac. Zakupił także i podarował do świątyni srebrny kielich mszalny ze złotą patenę kielichową oraz srebrną wieczną lampkę do głównego ołtarza.

W raporcie z wizyty duszpasterskiej biskupa Paula Alphérana de Bussan w 1744 znalazła się informacja, że budynek kościoła miał wydłużony kształt, a jego dach wsparty był na pięciu łukach. Podłoga wewnątrz była wyłożona płytami, a drzwi były na ścianie południowej. Jedyny ołtarz wykonany był z alabastru. W ołtarzu obraz tytularny pędzla Francesco Zahry z 1739 przedstawiający Matkę Bożą osłaniającą swym płaszczem pobożną duszę. Obraz ten znajduje się w kościele po dziś dzień.

### Kościół trzeci – dzisiejszy
W 1752 ks. Saliba uzyskał od wielkiego mistrza Manuela Pinto sąsiednią działkę ziemi i pozwolenie na budowę na obu działkach nowego kościoła. Prace, wpierw rozbiórkowe, a następnie budowlane postępowały szybko, i już 5 października 1754 nowy, większy kościół został poświęcony. Jego pierwszym rektorem został ks. Saliba. Uzyskał on następnie przywilej dla rektora do mianowania swojego następcy jeszcze za życia, co było wyjątkowym przywilejem w tamtych czasach.
Następnym krokiem ks. Saliby było doprowadzenie do podniesienia kościoła do godności bazyliki. Przekazy mówią, że stało się to 3 września 1768. Papież Klemens XIII wydał w tej sprawie brewe, zarejestrowane w kancelarii watykańskiej 13 października tego samego roku. Kościół został wyłączony spod jurysdykcji parafii Żebbuġ, powiązany zaś z bazyliką Santa Maria Maggiore w Rzymie. Chociaż nie ma wątpliwości co do powiązania kościoła z Santa Maria Maggiore, brewe z 3 września 1768, ten bardzo ważny dokument papieża Klemensa XIII nigdy nie dotarł do Għasri, lub z jakiegoś powodu zaginął. Prace nad powtórnym uzyskaniem dokumentu potwierdzającego duchowe powiązanie tego kościoła z bazyliką Matki Bożej Większej w Rzymie trwały jeszcze do początku XXI wieku. W końcu 7 marca 2004 ówczesny rektor kościoła kanonik Ġużeppi Zammit otrzymał dekret z Penitencjarii Apostolskiej podpisany przez kardynała Jamesa Francisa Strafforda, a także dyplom połączenia z bazyliką liberiańską, podpisany przez kardynała Carlo Furno, archiprezbitera tejże bazyliki.
Kościół został uroczyście konsekrowany przez arcybiskupa Vincenzo Labiniego 10 maja 1789, i było to jedyne na Gozo poświęcenie wiejskiej świątyni przez okres 161 lat. Od 15 października 1872 do 16 grudnia 1921 kościół służył mieszkańcom Għasri jako wiceparafialny.

## Architektura

### Wygląd zewnętrzny
Fasada kościoła podzielona jest na dwa poziomy. Na dolnej części dwa skrajnie położone pojedyncze oraz dwa centralnie położone podwójne pilastry w stylu doryckim wspierają belkowanie, ponad którym wzrasta wyższa kondygnacja. Główne drzwi kościoła oflankowane kamiennym profilem, zwieńczone zaś półkolistym segmentowym frontonem, mieszczą się pomiędzy parą środkowych pilastrów. Nad frontonem nieczytelny kamienny herb, zniszczony w czasie okupacji francuskiej. Na prawo od drzwi niewielka płyta „NON GODE L’IMMUNITA ECCLESIAS”. informująca, iż świątynia nie zapewnia ochrony przed prawem świeckim. Na wyższym poziomie fasady, ponad belkowaniem i szerokim gzymsem, centralne pilastry wzrastają wyżej, aby wesprzeć trójkątny fronton. Pomiędzy nimi wole oko w profilowanej ramie doświetla wnętrze budynku. Na szczycie frontonu na kamiennym postumencie krzyż papieski. Od wyższych środkowych do niższych skrajnych pilastrów, zwieńczonych ozdobnymi elementami architektonicznymi, biegnie spływ wolutowy. Centralna część fasady jest wysunięta nieco do przodu. Po obu stronach frontonu, nieco cofnięte, wyrastają dwie proste łukowe dzwonnice; na lewej zawieszone są dwa dzwony: większy, frontowy z 1813 i mniejszy, boczny z 1883. Dzwonnica z prawej strony dobudowana została w 2004, nosi tylko jeden dzwon.

Kościół ma nietuzinkową kopułę – nie ma na jej szczycie zazwyczaj tam stojącej latarni, a tym samym doświetlenia wnętrza z góry.

Za kościołem znajduje się zakrystia, dobudowana doń w 1742 kosztem o. Anġlu Bonniciego.

### Wnętrze
Wnętrze kościoła jest całkiem spore. Ołtarz główny w apsydzie wykonany został z alabastru odkrytego w 1738 na terenie znanym jako „Is-Sagħtrija”, niedaleko Żebbuġ na Gozo. Ołtarz poświęcony został przez bpa Labiniego w 1789. Nad ołtarzem obraz tytularny kościoła pędzla Francesco Zahry z 1739, przedstawiający Najświętszą Panienkę w otoczeniu aniołów ochraniającą swoim płaszczem przed diabłem wiernego błagającego Jej opieki. Po obu stronach ołtarza znajdują się cztery inne obrazy: Chrystus po zdjęciu z krzyża nieznanego malarza z 1731, Zaślubiny Maryi, Archanioł Michał oraz św. Teresa z Avili.
Kościół posiada dwa ołtarze boczne – św. Pawła po prawej, z obrazem przypisywanym Zahrze, oraz św. Józefa, do którego obraz namalował w 1981 gozański artysta Pawl Camilleri Cauchi. W kościele są również obrazy przedstawiające św. Sebastiana oraz św. Rocha.
- Piękna figura przedstawiająca Matkę Bożą Fatimską podarowana została kościołowi w latach 50. XX wieku przez rodzinę Xuereb[e][2][6] z Valletty. Jest tam również tytularna figura procesyjna przedstawiająca Matkę Bożą Opiekuńczą[2].

W przeszłości przed ołtarzem głównym wisiała wspaniała wieczna lampka, wykonana w 1740 ze srebra, podarowana przez o. Anġlu Bonniciego. Dziś wywieszana jest jedynie w święto patronalne.

## Świątynia dzisiaj
Bazylika Opieki Matki Bożej jest obecnie w bardzo dobrym stanie i nadal jest używana. Msze święte odprawiane są w niedziele i święta o 18:00 (w okresie zimowym o 17:00).

## Święto patronalne
Święto patronalne kościoła obchodzone jest w drugą niedzielę października.

## Ochrona dziedzictwa kulturowego
Od 27 sierpnia 2012 budynek świątyni umieszczony jest na liście National Inventory of the Cultural Property of the Maltese Islands pod nr. 00992.